# کوین کانلی (بازیگر)
کوین کانلی (به انگلیسی: Kevin Connolly) (زاده ۵ مارس ۱۹۷۴ در نیویورک) بازیگر آمریکایی است. او در فیلم‌هایی مثل حقیقت زشت، با تو حال نمی‌کند، به من برس، هتل نوآر و آنتوان فیشر بازی کرده‌است.